# Dysphania
A Dysphania a zárvatermők közé tartozó disznóparéjfélék (Amaranthaceae) alcsaládjának (Chenopodioideae) népes növényi nemzetségei közül az egyik. A libatopok (Chenopodium) nemzetség közeli rokona.

## A nemzetség jellemzői
A Chenopodioideae alcsalád kozmopolita elterjedtségű, kb. 1400 faj tartozik ide. Az Észak-Afrikától Közép-Ázsiáig terjedő sivatagos területek növényzetének jelentős részét adja.
A nemzetségnek más elnevezése is ismert az amerikai botanikus Harold Norman Moldenke (Neobotrydium) néven és a kanadai Horace Bénédict Alfred Moquin-Tandon (Roubieva) néven ismerteti az idetartozó növényeket.
A Dysphania nemzetség tagjai lágy szárú növények. Több fajuk is sót halmoz fel szöveteiben, néhányuk levele sós folyadékot és különböző olajokat választ ki. Legismertebb tagja a mirrhafű, mely illóolaja tartalmaz szafrolt, aszkaridolt, és szaponinokat.

## A nemzetségbe tartozó növények
- Dysphania ambrosioides (L.)
- Dysphania anthelmintica (L.)
- Dysphania aristata (L.)
- Dysphania botrys  (L.)
- Dysphania carinata  (R. Br.)
- Dysphania chilensis  (Schrad.)
- Dysphania cristata  (F. Muell.)
- Dysphania graveolens  (Willd.)
- Dysphania multifida  (L.)
- Dysphania pumilio (R. Br.)

## Fordítás
- Ez a szócikk részben vagy egészben a Dysphania című francia Wikipédia-szócikk ezen változatának fordításán alapul.  Az eredeti cikk szerkesztőit annak laptörténete sorolja fel. Ez a jelzés csupán a megfogalmazás eredetét és a szerzői jogokat jelzi, nem szolgál a cikkben szereplő információk forrásmegjelöléseként.